# 淋巴管
在解剖學中，淋巴管（Lymph vessels 或 lymphatic vessels），是指構成淋巴系統的一部分，能讓淋巴流動的管道，其構造類似靜脈，與上大靜脈連接，負責運送內含有蛋白質、脂肪，以及B淋巴細胞與T淋巴細胞，呈乳狀的淋巴液。
在過去，醫學界認為淋巴管不存在於大腦之中，也以此指導學生；不過到了2014年10月，一群維吉尼亞醫護大學的學者們，在中樞神經系統裡也發現了淋巴管的存在。這是由Antoine Louveau博士在研究小老鼠腦部結構時首先發現的，與其他人的近一步共同研究論文，已被刊載在2015年6月的《自然》期刊。而這項發現除了將改寫數十年的教科書以外，也將為治療阿茲海默症、自閉症、多发性硬化症等與免疫系統或中樞神經系統有關的病症，帶來巨大影響。